# Parafia Podwyższenia Krzyża Świętego w Koszalinie
Parafia pw. Podwyższenia Krzyża Świętego w Koszalinie – rzymskokatolicka parafia należąca do dekanatu Koszalin, diecezji koszalińsko-kołobrzeskiej, metropolii szczecińsko-kamieńskiej. Siedziba parafii mieści się w Koszalinie.

## Historia
Parafia została utworzona w dniu 1 czerwca 1951 r. przez gorzowskiego administratora apostolskiego Tadeusza Załuczkowskiego. Od 1974 w Parafii posługę sprawują bracia Franciszkanie z Zakonu Braci Mniejszych Konwentualnych z Prowincji Gdańskiej św. Maksymiliana Marii Kolbego (łac. Ordo Fratrum Minorum, pot. franciszkanie, którzy zostali przeniesieni tutaj z kościoła katedralnego. 

## Miejsca święte

### Kościół parafialny
Kościół pw. Podwyższenia Krzyża Świętego w Koszalinie

### Kościoły filialne i kaplice
- Kaplica w Areszcie Śledczym w Koszalinie[1]
- Kaplica w domu Sióstr Franciszkanek w Koszalinie[1]
- Kaplica w Specjalistycznym Zespole Gruźlicy i Chorób Płuc w Koszalinie[1]
- Kaplica w Zakładzie Karnym w Koszalinie[1]
- Kaplica pw. Jezusa Miłosiernego w Domu Miłosierdzia Bożego w Koszalinie[1]

## Duszpasterze

### Proboszczowie
| Proboszczowie                    | Okresy urzędowania w Parafii | Źródła |
| -------------------------------- | ---------------------------- | ------ |
| ks. Stanisław Bilski             | 1949–1951                    | [ 1 ]  |
| ks. Albin Mydlarz                | 1951–1961                    | [ 1 ]  |
| ks. Józef Jarnicki               | 1961–1974                    | [ 1 ]  |
| o. Paweł Domański OFMConv.       | 1974–1983                    | [ 1 ]  |
| o. Lucjan Ubysz OFMConv.         | 1983–1989                    | [ 1 ]  |
| o. Kazimierz Brzozowski OFMConv. | 1989–1992                    | [ 1 ]  |
| o. Ludwik Bartoszak OFMConv.     | 1992–1996                    | [ 1 ]  |
| o. Leszek Pietrzak OFMConv.      | 1996                         |        |
| o. Zygmunt Tomporowski OFMConv.  | 1996–2000                    | [ 1 ]  |
| o. Lucjan Ubysz OFMConv.         | 2000–2004                    | [ 1 ]  |
| o. Tadeusz Dzwonkowski OFMConv.  | 2004–2010                    | [ 1 ]  |
| o. Janusz Jędryszek OFMConv.     | 2010–2012                    | [ 1 ]  |
| o. Piotr Pawlik OFMConv.         | 2012–2016                    | [ 1 ]  |
| o. Stanisław Piankowski OFMConv. | 2016–2024                    | [ 1 ]  |
| o. Paweł Kaczmarski OFMConv.     | od 2024                      | [ 4 ]  |